# NGC 5249
NGC 5249 este o hi (21cm) source⁠(d) situată în constelația Boarul. A fost descoperită în 21 martie 1784 de către William Herschel. Se află la o distanță de 111,7 megaparseci de Pământ.